# Ken Russell
Henry Kenneth Alfred Russell (Southampton, 3. srpnja 1927. – London, 27. studenog 2011.), britanski filmaš poznat po svom pionirskom radu na televiziji i filmu, te po svom kontroverznom stilu. Kritiziran je zbog svoje pretjerane opsjednutosti seksualnošću i crkvom. Teme su mu često bile poznati skladatelji, ili bazirane na drugim umjetničkim djelima koje slobodno adaptira. Počeo je kao režiser za BBC. Također je režirao mnoge dugometražne filmove u nezavisnoj produkciji ili za filmske studije.
Najpoznatiji je po Oskarom nagrađenom fimu Zaljubljene žene (1969.), Demoni (1971.), Tommy (1975.), te po znanstveno-fantastičnom filmu Izmijenjenim stanjima (1980.).
Rimokatolik je.

## Vanjske poveznice
- Ken Russell u internetskoj bazi filmova IMDb-u (engl.)